# 山巴乡
山巴乡，是中华人民共和国四川省阿坝藏族羌族自治州松潘县曾经下辖的一个乡。2019年12月，撤销山巴乡，将其所属行政区域划归川主寺镇管辖。

## 行政区划
山巴乡撤销前下辖以下地区：
麻依村、山巴村、上磨村、长沟村和见培村。